# Mutuelleville
Mutuelleville es un distrito de Túnez, la capital de Tunicia. Se ubica al norte de la ciudad moderna, y linda con el parque del Belvedere al suroeste. La calle principal de Mutuelleville se llama Avenue Jugurtha.
Mutuelleville se conoce como el barrio pudiente del capital, y allí se sitúan muchas de las embajadas extranjeras de la ciudad, además de otras oficinas diplomáticas. Otros lugares importantes son la escuela Lycée Pierre Mendès France, los dormitorios universitarios de Harroun Errachid y Fattouma Bourguiba, el estadio de Chedly Zouiten, y el hotel Sheraton de Túnez.
- Datos: Q3099546
- Multimedia: Mutuelleville / Q3099546